# 張本渝
張本渝（1976年1月27日—）本名張本瑜，台灣女藝人。具有二分之一的台東阿美族血統。

## 電影
| 年份   | 片名             | 角色   | 導演   |
| 1993年 | 我的美麗與哀愁   | 杜莉莉 | 陳國富 |
| 1997年 | 放浪             | 陳美麗 | 林正盛 |
| 2000年 | 賤男特警         | Ann    | 招振強 |
| 2001年 | 狂舞憂鬱         | Cindy  | 林泰州 |
| 2001年 | 深深太平洋       | 曉君   | 潘志遠 |
| 2008年 | 武當少年         | 依琳   | 洪成昌 |
| 2013年 | 愛情無全順       | 女義士 | 賴俊羽 |
| 2013年 | 紀錄片《卵實力》 | 張本渝 | 張本渝 |
| 2014年 | 到不了的地方     | 葉雯   | 李鼎   |
| 2019年 | 返校             | 李妙子 | 徐漢強 |
| 2020年 | 無聲             | 張媽媽 | 柯貞年 |

## 電視劇
| 年份   | 頻道                   | 劇名                  | 角色          |
| 1995年 | 超視                   | 生米熟飯              |               |
| 1998年 | 中視                   | 聽彩虹的聲音          |               |
| 1998年 | 中視                   | 老伴兒                |               |
| 1998年 | 民視                   | 台灣作家劇場-告密者   | 蘇小梅        |
| 1998年 | 民視                   | 台灣作家劇場-不歸路   | 少華          |
| 1999年 | 公視                   | 當我們窩在一起        | 小阿姨        |
| 1999年 | 台視                   | 天使少年              |               |
| 1999年 | 超視                   | 歡喜人家              | 華格          |
| 1999年 | 超視                   | 網路美女LIVE秀        |               |
| 1999年 | 中視                   | 真情告白              | 趙岱玲        |
| 2000年 |                        | 路上有你—愛痛森林     |               |
| 2000年 | 大愛電視台             | 無私的愛              | 喬麗華        |
| 2000年 | 八大電視台             | 金鐘劇搬家            |               |
| 2000年 | 超視                   | 藍色夜叉              |               |
| 2000年 | 公視                   | 大醫院小醫師          | 嘉美          |
| 2001年 | 中視                   | 旅人的故事—午後安魂曲 |               |
| 2001年 | 華視                   | 追夫三人行            | 趙曉麗        |
| 2001年 | 民視                   | 飛龍在天              | 白牡丹        |
| 2001年 | 大愛電視台             | 小蓮的故事            | 小蓮          |
| 2001年 | 華視                   | 裂愛傷痕              | 京京          |
| 2002年 | 東森戲劇台             | 月光森林              | 夏可喬        |
| 2003年 |                        | 至尊紅顏              | 蕭淑妃        |
| 2003年 | 東森戲劇台             | 老婆大人              | 姚安妮        |
| 2004年 | 東森戲劇台             | 婆媳過招千百回        | 楊菁菁        |
| 2005年 | 東森戲劇台             | 艾曼紐要怎樣          | 艾曼          |
| 2006年 | 東森戲劇台             | 麻辣一家親            | 余自強        |
| 2007年 | 台視                   | 神機妙算劉伯溫—長生劫 | 蔡天嬌        |
| 2007年 | 中視                   | 豪門本色              | 駱英雪/何采妍 |
| 2008年 | 華視                   | 歡喜來逗陣            | 余艾琳        |
| 2008年 | 中視                   | 江湖.com              | 孫二娘        |
| 2009年 | 大愛電視台             | 一閃一閃亮晶晶        | 曾裕真        |
| 2010年 | 華視                   | 帶子英雄              | 游綠萍        |
| 2010年 | 中視                   | 流氓校長              | 林喬依        |
| 2011年 | 八大電視台             | 華麗的挑戰            | 徐永春        |
| 2012年 | 三立台灣台             | 雨夜花                | 林貴珠        |
| 2012年 | 公視                   | 遺忘                  | 趙敏          |
| 2012年 | 三立台灣台             | 天下女人心            | 陳皓萍(客串)  |
| 2014年 | 三立都會台、東森綜合台 | 幸福兌換券            | 王蒨茜        |
| 2014年 | 大愛電視台             | 長情劇展-情比姊妹深   | 沈麗梅        |
| 2016年 | 公視                   | 滾石愛情故事-傷痕     | 張副總        |
| 2016年 | 台視                   | 700歲旅程             | 黎心悅        |
| 2017年 | 八大綜合台             | 我的男孩              | 羅小珊        |
| 2020年 | 台視                   | 四月望雨              | 葉周明宋      |
| 2020年 | 八大電視台             | 因為我喜歡你          | 方晴          |
| 2020年 | 三立台灣台             | 天之驕女              | 邱瑞華(客串)  |
| 2022年 | 華視                   | 婚姻結業式            | 黃美惠        |
| 2023年 | 華視                   | 婚姻結業式2           | 黃美惠        |
| 2023年 | TVBS歡樂台、三立都會台 | 親愛壞蛋              | 韓善美        |
| 2025年 | 大愛電視台             | 假日到山裏來看你      | 羅淑芬        |

## 舞台劇
- 1991年 蛹之死(華岡藝校一年級公演)
- 1992年 春暉普照(華岡藝校二年級公演)
- 1993年 俏(華岡藝校畢業巡迴公演)
- 2002年 愛情沸點八度半 (綠光劇團)
- 2007年 眼球先生夜總會之愛情青紅燈 (飾演 愛紅)
- 2009年 北極之光鍾愛版 (屏風表演班) (飾演丫丫與小鳳) <分飾兩角>
- 2010年 徵婚啟事浪漫版 <特別來賓> (屏風表演班)
- 2010年 婚外信行為 忘情版 (飾演 麗虹)
- 2013年 西出陽關 依戀版 （飾演 咪咪、雲佩）
- 2013年 莎姆雷特 吉慶版 （飾演 皇后、貴婦乙）
- 2015年 眼球先生夜總會之雲淡風輕人皮燈籠   (飾演 艷紅)
- 2016年 暗戀桃花源30週年紀念版（飾演 春花、桃花源）
- 2023年 愛 隔離（飾演 楚媛媛）
- 2024年 張愛玲的最後一夜 (表演工作坊）

## MV
- 1994年 難以捉摸你的心 (張洪量)
- 1996年 情證如山 (李傑聖)
- 1997年 LaLaLa我愛你 (劉愷威)
- 1997年 很受傷 (任賢齊)
- 1998年 再見 (竇智孔)
- 2024年 無答案 (林家謙)

## 執導作品
- 久戀不婚（八大娛樂K台）
- 卵實力（紀錄片）

## 主持作品
- 2002年 食全食美（東森)
- 2002年 世紀魔法王（東森)
- 2007年 台北紅樓夢（中天)

## 廣告
- 義美冰粽
- 飲料下課後
- 三陽機車達可達
- 拍普洗面乳
- DHC 美白精華液

## 代言
- 2007年 新歡婦潔液/新歡縮的妙
- 2007年 姬緻美人so mini 塑咖啡

## 書籍
- 張本渝的漂亮瑜珈／出版社：尖端／出版日：2006年／ISBN 9789571033075
- 張本渝的樂活瑜珈／出版社：尖端／出版日：2007年／ISBN 9789571036656

## 事件
2013年1月30日凌晨駕車不慎追撞前車，對方堅持找警察處理。張本渝強調沒酒駕，只有吃藥膳，以為沒事才會開車。 警方到場依規定進行酒測，張本渝酒測值超過標準的0.25，高達0.3，被帶回警局拘留一夜，依公共危險罪嫌移送士林地檢署偵辦，檢方複訊後暫時讓她請回候傳。 

## 外部連結
- 張本渝的Facebook專頁
- 張本渝的新浪微博
- 張本渝的新浪博客
- 張本渝Jessiemermaid 的BLOG
- 張本渝在互联网电影资料库（IMDb）上的資料（英文）
- 張本渝在香港影庫上的簡介
- 張本渝在豆瓣上的资料（简体中文）
- 張本渝在时光网上的簡介（简体中文）